# Stevenson Jacques Thimoléon
Pour les articles homonymes, voir Timoléon (homonymie).
Stevenson Jacques Thimoléon, né le 10 mai 1970, est un avocat et homme politique haïtien, de 2014 à 2016 député de la circonscription de Petit-Goâve et président de la Chambre des députés de l'Assemblée nationale haïtienne.